# Altenmarkt (Gemeinde Gaubitsch)
Altenmarkt ist eine Ortschaft und eine Katastralgemeinde der Gemeinde Gaubitsch im politischen Bezirk Mistelbach in Niederösterreich. Die Ortschaft hat 185 Einwohner (Stand 1. Jänner 2025). Bis Ende 1969 war Altenmarkt eine eigenständige Gemeinde.

## Geografie
Das Straßendorf liegt etwa 5 km südlich der Stadt Laa an der Thaya im nordöstlichen Weinviertel. Die Katastralgemeinde Altenmarkt mit einer Fläche von 4,81 km² wird nördlich von Laa, östlich von Ungerndorf, südöstlich von Fallbach, südlich von Gaubitsch und südwestlich von Kleinbaumgarten begrenzt. Der Name Altenmarkt, in der Nähe der Grenzfeste Laa, lässt es als nicht unwahrscheinlich erscheinen, dass der Ort ehemals größer, bedeutender, vielleicht Markt war, der in dem um Laa häufig wogenden Kriegsgetümmel zerstört wurde und dann seine frühere Bedeutung nicht mehr erlangen konnte.

## Geschichte
Nach Heinrich Weigl entstand Altenmarkt vor 1000. Der Herr über das Dorf war der Landesfürst, der es vielleicht von den Bischöfen von Passau zu Eigen erhalten hatte. Altenmarkt erscheint erstmals zwischen 1260 und 1280 in den landesfürstlichen Urbaren (Besitzverzeichnissen).
Bis 1783 gehört Altenmarkt zur Pfarre Fallbach, dann wurde es nach Gaubitsch eingepfarrt. 1797 erbaute man auf einer kleinen Anhöhe eine Kapelle, die 1945 zerstört und 1951 von der Ortsbevölkerung wieder errichtet wurde. Im Jahr 1822 wurde der Ort als Dorf mit 47 Häusern erwähnt, das nach Gaubitsch eingepfarrt war und wohin auch die Kinder eingeschult wurden. Die Herrschaft Loosdorf besaß die Ortsobrigkeit und besorgte die Konskription, während die Burg Laa die Landgerichtsbarkeit ausübte. Die Untertanen und Grundholde des Ortes gehörten den Herrschaften Loosdorf, Gaubitsch und der Pfarre Laa.
Laut Adressbuch von Österreich waren im Jahr 1938 in Altenmarkt ein Dachdecker, ein Gastwirt, ein Schmied und zwei Schuster ansässig.
In den letzten Tagen des Zweiten Weltkriegs wurde Altenmarkt zwischen dem 20. April und dem 8. Mai 1945 durch die Rote Armee massiv mit Artillerie beschossen. Dabei kam eine Zivilperson ums Leben, 36 Gebäude wurden größtenteils durch Brand zerstört. Am 8. Mai marschierten Soldaten der Roten Armee in die Ortschaft ein.
Am 1. Jänner 1970 wurde Altenmarkt gemeinsam mit Kleinbaumgarten nach Gaubitsch eingemeindet.

### Freiwillige Feuerwehr Altenmarkt
Die Freiwillige Feuerwehr Altenmarkt wurde im Jahr 1900 gegründet. Erst ab dem Jahr 1960 gibt es Aufzeichnungen über die Entwicklung bis zum heutigen Stand der Freiwilligen Feuerwehr Altenmarkt. Ab 1960 wurden Protokolle der Jahreshauptversammlungen mitnotiert. Daraus lassen sich einigermaßen die Entwicklung und Einsätze der Freiwilligen Feuerwehr rekonstruieren.